# Jody (gmina)
Jody – dawna gmina wiejska istniejąca do 1939 roku w woj. nowogródzkim/Ziemi Wileńskiej/woj. wileńskim w Polsce (obecnie Białoruś). Siedzibą gminy było miasteczko Jody (479 mieszk. w 1921 roku).
Na samym początku okresu międzywojennego gmina Jody należała do powiatu dziśnieńskiego w woj. nowogródzkim. 13 kwietnia 1922 roku gmina wraz z całym powiatem dziśnieńskim została przyłączona do Ziemi Wileńskiej, przekształconej 20 stycznia 1926 roku w województwo wileńskie. 1 stycznia 1926 roku gminę wyłączono z powiatu dziśnieńskiego i przyłączono do powiatu brasławskiego w tymże województwie. 
1 kwietnia 1927 roku część obszaru gminy Jody włączono do gminy Przebrodzie. 
Po wojnie obszar gminy Jody został odłączony od Polski i włączony do Białoruskiej SRR.

## Demografia
Według Powszechnego Spisu Ludności z 1921 roku gminę zamieszkiwało 14 187 osób, 6 774 było wyznania rzymskokatolickiego, 4 963 prawosławnego, 1 ewangelickiego, 1 873 staroobrzędowego, 518 mojżeszowego a 58 mahometańskiego. Jednocześnie 7 358 mieszkańców zadeklarowało polską przynależność narodową, 6 779 białoruską, 23 żydowską, 15 rosyjską, 8 litewską i 4 łotewską. Było tu 2 549 budynków mieszkalnych.